# Filaria loliginis
Filaria loliginis is een rondwormensoort uit de familie van de Filariidae. De wetenschappelijke naam van de soort is voor het eerst geldig gepubliceerd in 1829 door Delle Chiaje.